# Hector Hammond
Hector Hammond é um personagem fictício, supervilão do Universo DC e inimigo do Lanterna Verde. Sua primeria aparição foi em Green Lantern (vol. 2) # 5 (Março-Abril 1961). O personagem é um cientista filho de um senador. Considerado uma decepção por seu pai, ele enlouquece e torna-se um vilão perigoso quando ganha poderes psíquicos graças à radição de um meteoro que tem como foco, justamente o núcleo da nave que trouxe o alienígena moribundo Abin Sur à Terra - o antecessor de Hal Jordan como o guardião do setor 2814 do universo. O cientista é também interessado na bela Carol Ferris, namorada de Jordan e a futura vilã Safira Estrela.

## Biografia ficcional
Há mais de um século, um imenso meteoro radiativo adentrou a atmosfera terrestre e fragmentou-se em diversos pedaços. Um deles, caiu na Costa Leste dos Estados Unidos. O então desconhecido estava vagando pelas montanhas, fugindo da polícia, quando encontrou os restos do meteoro e a estranha vegetação em torno do mesmo, com aparentes 100 mil anos de evolução. Supondo que o meteoro também seria capaz de evoluir seres humanos, sequestrou 4 cientistas e os expôs aos efeitos do meteorito. A cada dia eles evoluíam mais em intelecto, mas converteram-se em zumbis sem vontade própria. Perseguido pela justiça, adotou o nome falso de Hector Hammond e se aproveitava dos incríveis conhecimentos dos 4 cientistas para fazer fortuna e ganhar status. Nesta época, chegou a paquerar Carol Ferris; teve, contudo, seu plano desmascarado pelo Lanterna Verde e fora preso.
Conseguindo fugir da prisão, Hammond expôs-se a si mesmo aos efeitos do meteorito. Seu intelecto evoluiu consideravelmente, seu cérebro e crânio ganharam uma dimensão imensa e ganhou fortes poderes mentais psiônicos.
Expondo-se ao meteorito uma segunda vez, ganhara a imortalidade física, porém seu corpo ficaria paralisado indefinidamente. Enfrentou diversas vezes a Hal Jordan, esforçando-se em destruí-lo, sempre era derrotado, mas nunca capturado. Alguns anos mais tarde fora novamente preso pela ação de Jordan e Arqueiro Verde. Sucessivas vezes lutara contra a Liga da Justiça e conseguia dar bastante trabalho ao grupo, mas era derrotado pela atuação em grupo.
Na época que Hal Jordan fora exilado da Terra por um ano pelos Guardiões do Universo, Hammond o encontrou num meteoro no espaço e novamente embate contra ele. Ao descobrir que a energia radiativa do meteoro devolveria sua mobilidade, mas o converteria num humano normal. Ele, então, preferiu continuar com seus poderes e viver imóvel.
Na prisão, fora escolhido por Guy Gardner para formar um grupo que iría a uma missão até Qward. Ao tentar sondar a mente do Lanterna Verde rebelde, Hector perde a chance de participar do grupo. Depois de ser rejeitado por Guy Gardner, abandonado numa ilhota deserta, convocado à luta na Crise nas Infinitas Terras e ter retornado novamente à mesma ilha, ele projeta sua mente até Zamaron e propõe a Guy Gardner e Safira Estrela a união de forças a fim de caçar e derrotar Hal Jordan. Fazendo grande esforço contra o poder do anel, o cérebro dele entra em colapso e ele cai inconsciente. Dias depois 2 grupos diferentes, o dos Lanternas da Terra e a quadrilha de vilões do Dr. Polaris resolvem ir até a ilhota para resgatar o corpo imóvel do vilão, mas encontram apenas vestígios de que ele esteve ali. Na verdade, seu corpo imóvel tinha sido resgatado pela Safira Estrela, que planejava unir forças com ele para destruir Hal Jordan; assim toda a Tropa enfraqueceria e seria mais fácil de ser derrotada.
Após uma aparente vitória sobre Jordan, ambos voltam-se para sua então namorada Arísia e a aprisionam sob tortura. Em seguida, Jordan reaparece e enfrenta o dueto de inimigos letais. Contudo, Hammond desentende-se com Safira Estrela e ambos começam a lutar entre si. Graças à gema-safira da vilã, Hector não consegue controlar a sua mente. Com a luta, o controle mental que Safira Estrela mantinha sobre Arísia diminuiu, ela consegue se livrar e auxilia Jordan na derrota dos 2 vilões.
Hammond fora preso, mas após conseguir ser solto, enfrentou o Lanterna Verde Alan Scott, mas fora derrotado, em virtude do total controle sobre o anel vindo da parte de Scott. Após uma união com o Gorilla Grodd, enfrentando Hal Jordan e o Flash Wally West, e sendo derrotados com muita dificuldade da parte dos heróis, Hammond une-se a um grupo de super-vilões, mas é derrotado junto com o grupo pela Liga da Justiça.
Posteriormente cumprindo pena numa prisão para super-vilões, com complexos aparelhos instalados em seu longo crânio, que o impedíam de usar seu poder e o mantínham sempre como que "drogado". Apesar disto tudo, conseguiu previr a vinda da entidade maligna Parallax do espaço, alguns anos depois. Hammond fora uma das cobaias dos gremlins, cientistas capitalistas de Krolot, no setor 2812, que estavam fazendo experimentos evolucionários visando reengenharia biológica e tecnológica. Nestes experimentos, os poderes mentais de Hammond foram amplificados, a parte superior de seu crânio cortada e seu córtex cerebral retirado e avaliado.

## Adaptações

### Televisão
- Hector Hammond apareceu em Green Lantern: The Animated Series com voz de John DiMaggio.

### Filme
- Hector Hammond foi interpretado por Peter Sarsgaard no filme Green Lantern. Como nos quadrinhos, o cientista Hector Hammond realiza uma autópsia no corpo de Abin Sur. Um pedaço de Parallax dentro do cadáver de Abin Sur insere-se dentro de Hammond, transformando o DNA do cientista e dando-lhe telepatia e poderes telecinéticos, ao custo de sua sanidade. Depois de descobrir que ele apenas foi escolhido devido à influência de seu pai, o ressentido Hammond tenta matar seu pai por telecinese após sabotar seu helicóptero em uma festa. No entanto, Jordan usa seu anel para salvar o senador e os convidados, incluindo sua namorada de infância, gerente da Ferris Aircraft e sua colega, a também piloto de teste Carol Ferris, que mais tarde reconhece Jordan sob o disfarce e a máscara. Pouco depois, Jordan encontra Hammond, que consegue na sua segunda tentativa matar seu pai ao queima-lo vivo. Jordan e Hammond percebem que Parallax está a caminho para a Terra. Ao retornar à Terra, Jordan salva Ferris depois que esta foi sequestrada pela essência de Parallax presente em Hammond. Parallax então chega à Terra, consumido toda a força vital de Hector e falhando em matar Jordan, e depois causando vários estragos a cidade de Coast.